# Nouvelle Démocratie (Macédoine du Nord)
La Nouvelle Démocratie (en macédonien Нова Демократија, romanisé Nova Demokratija ; en albanais Demokracia e Re) est un parti politique macédonien représentant l'ethnie albanaise.
Issue d'une scission du Parti démocratique des Albanais, la Nouvelle Démocratie, fondée en 2008, est présidée par Imer Selmani. Ce dernier fut candidat à l'élection présidentielle de 2009, à laquelle il obtint 14,99 % des voix.